# Christina Lindberg
Britt Christina Marinette Lindberg, född den 6 december 1950 i Göteborg, är en svensk journalist och skådespelare, tidigare fotomodell.

## Biografi
Christina Lindberg växte upp i Tolered på Hisingen i Göteborg med två bröder och en syster. Hon studerade på latinlinjen och planerade att läsa vidare till arkeolog. Hennes modellkarriär startade med att hon poserade som badflicka i några dagstidningar. I 18-årsåldern fick hon erbjudanden att börja posera naken för herrtidningar.
Lindberg har medverkat i 23 långfilmer, i vilka hon i flertalet framträtt naken. Hon har spelat mot en mängd kända skådespelare, såsom Carl-Gustaf Lindstedt, Ernst Günther, Tor Isedal, Leif Ahrle, Heinz Hopf och Stellan Skarsgård. Mest eko i dags- och veckopress gav hennes medverkan i Janne Halldoffs svarta komedi Rötmånad, inspelad i skärgårdsmiljö 1970. Den drog stor publik men ansågs av somliga vara "mer makaber än rolig".
Hennes andra film råkade bli den första färgfilm som spelades in i Tunisien. Med sin tredje film uppmärksammades hon internationellt och spelade så småningom in filmer i både Japan och Tyskland. Filmen Anita – ur en tonårsflickas dagbok var i genren mjukporr bland de sista som visades på vanliga etablerade biografer, innan genren förpassades till bakgatorna. Hennes erotiska dansscen ur den har visats i två sentida TV-dokumentärer.
Hennes förmodligen mest kända insats är som den stumma och enögda hämnerskan i filmen Thriller – en grym film från 1974. Det var Thriller i Grindhouse-andan, som inspirerade Quentin Tarantino till sin film Kill Bill. Den ökande pornografin inom nakenfilmen tilltalade inte Lindberg och 1975 rymde hon från inspelningen av Flossie, regisserad av Gerard Damiano. Hon sökte till Scenskolan men blev inte antagen. Med sitt kommersiella kändisskap testades hon en tid 1975 som sångerska av producenten Alf Robertson och pianisten Staffan Nilson, men rösten bedömdes inte riktigt räcka för skivproduktion.[källa behövs]
Hon fortsatte att göra utvik och skrev sexspalter och artiklar för olika herrtidningar, bland annat de så kallade bastureportagen med kända svenska män som John Pohlman, Bert Karlsson, Pugh Rogefeldt och Ricky Bruch. Hon studerade också journalistik på Poppius journalistskola. Från 1978 var hon välkostymerad omslagsflicka för B. Wahlströms Bokförlags nyutgåvor av Sergeanne Golons kända bokserie "Angelique" med tio titlar. Likaså var hon året därpå påklädd på omslaget till grekisk-svenska skivproduktionen "Pallini Girl". År 1980 hade hon en biroll i Per Oscarssons långfilm Sverige åt svenskarna.
Lindberg flyttade 1974 ihop med fotograf Bo Sehlberg, även känd som deckarförfattare, reporter, pilot och som den expert som med tiden anlitades att sakkunnigt uttala sig i flygfrågor i televisionens nyhetsprogram Aktuellt och Rapport. År 1984 blev Sehlberg ägare till den anrika tidskriften Flygrevyn. Efter Sehlbergs död 2004 blev Lindberg, som då redan var chefredaktör och hade uppnått en i kretsarna aktad sakkunskap, själv ägare till tidningen och ansvarig utgivare. Hon sålde tidningen efter drygt tio års drift.

## Utmärkelser
- 2018 – Kernellpriset Nr. 7, "för sina flygjournalistiska insatser och för sina många personporträtt".[11]

## Filmografi
- 1970 – Rötmånad
- 1971 – Yusra
- 1971 – Exponerad
- 1971 – Maid in Sweden
- 1971 – Smoke
- 1972 – Young Playthings
- 1972 – Swedish Wildcats
- 1972 – Mädchen, die nach München kommen
- 1972 – Schulmädchen-Report 4. Teil - Was Eltern oft verzweifeln lässt
- 1973 – Liebe in drei Dimensionen
- 1973 – Furyô anego den: Inoshika Ochô (Sex and Fury)
- 1973 – Poruno no joô: Nippon sex ryokô (Journey to Japan)
- 1973 – Was Schulmädchen verschweigen
- 1973 – Anita – ur en tonårsflickas dagbok
- 1974 – Jorden runt med Fanny Hill
- 1974 – Thriller – en grym film
- 1975 – Wide Open/Sängkamrater
- 1977 – 91:an och generalernas fnatt
- 1979 – There Is a Sunrise Every Morning
- 1980 – Attentatet
- 1980 – Sverige åt svenskarna
- 1982 – Gräsänklingar
- 2000 – Sex, lögner & videovåld
- 2009 – Ingen kom ner
- 2015 – Christina Lindberg: The Original Eyepatch Wearing Butt Kicking Movie Babe
- 2019 – Svart cirkel